# ボルクム島
ボルクム島 (Borkum) は、ドイツ北部ニーダーザクセン州にある島。東フリースラント諸島に属し、北海に位置している。面積は30.74 km2、人口は約5200人。
1900年2月にオランダとの国境にあるボルクム島灯台海岸局、およびここから30km北西に繋留されているボルクム・リフ灯台船無線局、それに北ドイツ・ロイド汽船会社が誇る大西洋航路の大型客船カイザー・ヴィルヘルム・デア・グロッセ号に船舶無線局を設置したマルコーニ社は無線電報の試験を始めた。
1900年4月25日にマルコーニは海上公衆通信の商用化を目的とする、マルコーニ国際海洋通信会社MIMCCを分社させた。そしてこれらのテストを担当し、1900年5月15日より無線電報サービスの営業を開始した。常設無線施設により定期航路船と無線電報を行うのはこれが最初だった。